# Pirámide de Amenemhat I

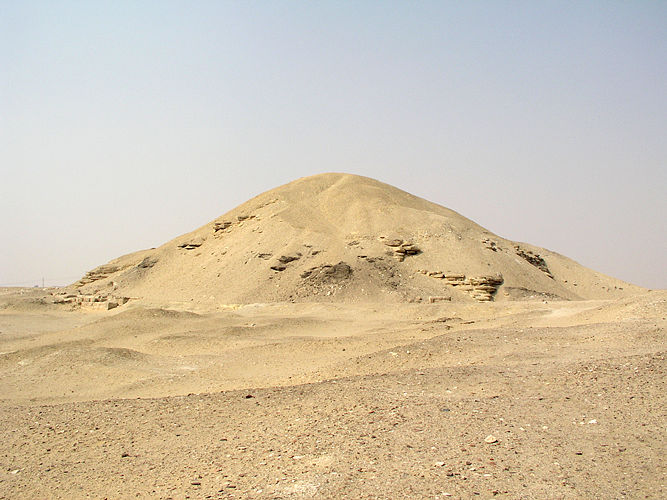
Pirámide de Amenemhat I.

La Pirámide de Amenemhat  es una pirámide funeraria egipcia construida en El Lisht por el fundador de la Duodécima Dinastía de Egipto, Amenemhat I. 
Esta estructura regresó a la medida aproximada y forma de las pirámides del Imperio Antiguo. También estableció una tradición nueva, la de dar a cada estructura del complejo piramidal su nombre propio. Las estructuras en conjunto fueron llamadas "Los lugares de las apariciones de Amenemhat".

## Construcción
La evidencia arqueológica sugiere que Amenemhat empezó a construir su pirámide en Tebas pero por razones desconocidas cambió su capital y la ubicación de su pirámide a Lisht. La pirámide tenía originalmente una altura de 55 m, con una longitud de base de 83 m y una pendiente de 54 grados. El núcleo de la pirámide estaba hecho con bloques ásperos pequeños de caliza local con un relleno suelto de arena y escombros de ladrillos de adobe. Parte de esa caliza fue arrancada de otros monumentos. De hecho, bloques de piedra procedentes de los templos funerarios y las pirámides de Khufu, Khafra, Unas y Pepi II (o posiblemente Pepi I) han sido encontrados en esta pirámide. Dentro de la pirámide, un pasillo inclinado bloqueado con tapones de granito durante el entierro corría desde la capilla de entrada a nivel del suelo hasta un pozo vertical que descendía directamente hasta la cámara funeraria. La construcción general de la pirámide fue pobre y poco queda de ella hoy día.
Alrededor de la pirámide se encontraron las mastabas de los altos funcionarios que servían al rey. Estas incluyen las tumbas del mayordomo Nakht, el tesorero Rehuerdjersen y el visir Antefoqer.

## Excavación

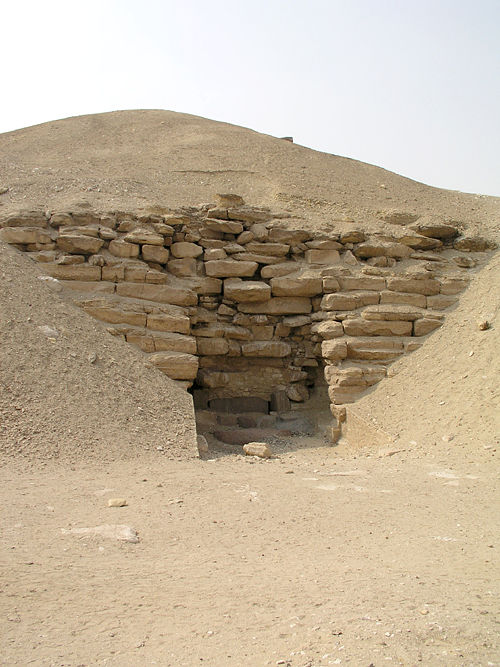
La entrada.

La primera excavación del sitio fue emprendida por el egiptólogo francés Gaston Maspero en 1882. Su trabajo más tarde fue continuado por una expedición arqueológica francesa bajo la dirección de J.E. Gautier y Gustave Jéquier en 1894 y 1895. Las investigaciones fueron continuadas de 1920 a 1934 por Albert Lythgoe y Arthur Mace en un equipo del Museo Metropolitano de Nueva York. Por el tiempo de estas excavaciones la pirámide había experimentado mucha desintegración, ya solo tiene 20 metros de alto y la mayoría del complejo circundante ha desaparecido. Ninguna de las expediciones exploró con éxito el interior de la pirámide debido a que los pasajes interiores se han inundado con agua subterránea.